# 成為星星的少女
《成為星星的少女》是高山一實創作的日本小說，插畫由繪製。

## 概要
《成為星星的少女》是高山一實的第一本小說。這是偶像高山一實寫的一個關於追尋偶像夢的女孩的故事，於雜誌《Da Vinci》2016年5月號至2018年9月號連載。
2018年11月，小說被單行本化（KADOKAWA）。隨著書籍的出版，進行了大幅的修改，並由中村文則和羽田圭介提供書腰評論。在2019年2月7日之後的書店第六次印刷中，還附有西野七瀬的限定書腰評論。2020年4月，小說進行文庫本化（角川文庫），為了紀念此事，開設了Instagram帳戶。作品的翻譯版本包括韓國版和台灣版，同年7月也推出了簡體中文版。書名《Trapezium》指的是獵戶座大星雲中年輕的疏散星團。
2023年12月宣布將進行劇場動畫化，於2024年5月10日在日本上映。

## 劇情
以成為偶像為目標的女高中生東由宇，她在學校為自己定了四項規則——「不要使用社群網站」、「不交男朋友」、「在學校保持低調」、「和來自東西南北的美少女成為朋友」，並和她們組成4人偶像團體。

## 登場人物
聲的部分是劇場動畫版的聲優。
東由宇（聲：結川麻希）
本作主角。想成為偶像的女高中生。
大河久留美（聲：羊宮妃那）
居住在西部地區，名字來自於西方守護神白虎，技工院校的女孩，熱愛機器人大賽。
華鳥蘭子（聲：上田麗奈）
居住在南部地區，名字來自於南方守護神朱雀，貴族學校的大小姐。
龜井美嘉（聲：相川遙花）
住在北部地區，名字來自於北方守護神玄武，東的小學同學。
工藤真司（聲：木全翔也）
古賀萌香（聲：久保百合花）
水野幸（聲：木野日菜）
伊丹秀一（聲：內村光良）

## 風格與主題
這部作品以「信」為概念，高山一實在作品中傳達了一個訊息。根據西野七瀬表示，封面插圖非常像她本人，其他角色也帶有乃木坂46成員的影子，讓她感受到高山一實的對她的喜愛。根據高山自己的說法，雖然這不是她的本意，但她在故事中融入了愛情、金錢和夢想等三個在辭去偶像工作時的重要元素，她向插畫師傳達了自己心中理想的偶像形象，並繪製出了類似西野七瀬的形象。雖然角色不是以成員為原型，但正因為有成員，她才能夠寫出這部作品。她構建了一個對於乃木坂46來說具有威脅性的偶像團體。選擇以偶像為題材是因為她想表現自己的經歷、疑問和內心掙扎。寫這部小說的過程中，她問自己是否在成為偶像時感到幸福，寫了《成為星星的少女》讓她整理了對偶像的想法。故事中出現了一句類似結論的話，即「偶像的使命是持續擔任自己的個人製作人」。

## 製作背景
構想4年、製作2年。構想是從成為偶像的女孩組成團體開始，其餘內容則在寫作過程中逐漸整理。東西南北四所學校的故事背景是受到四象的啟發。她參考自己的筆記和學生時代的回憶來進行構想。小說的創作與偶像活動同步進行，最終在高山一實的第二本個人寫真集《獨白》拍攝期間完成。在寫作過程中，她使用了數位備忘錄「pomera」。

## 出版書籍
| 冊數 | KADOKAWA | KADOKAWA       | KADOKAWA               | 尖端出版     | 尖端出版               | 天闻角川  | 天闻角川               |
| 冊數 | 版本     | 發售日期       | ISBN                   | 發售日期     | ISBN                   | 發售日期  | ISBN                   |
| ---- | -------- | -------------- | ---------------------- | ------------ | ---------------------- | --------- | ---------------------- |
| 1    | 單行本   | 2018年11月28日 | ISBN 978-4-04-068696-7 | 2020年6月5日 | ISBN 978-957-10-8890-7 | 2020年7月 | ISBN 978-7-5360-9174-0 |
| 1    | 文庫本   | 2020年4月24日  | ISBN 978-4-04-102644-1 | 2020年6月5日 | ISBN 978-957-10-8890-7 | 2020年7月 | ISBN 978-7-5360-9174-0 |
| 1    | Kindle   | 2020年4月24日  | 不適用                 | 2020年6月5日 | ISBN 978-957-10-8890-7 | 2020年7月 | ISBN 978-7-5360-9174-0 |

## 社會的評價
發行當時，乃木坂46的現役成員高山一實撰寫的有關偶像的作品被評價為一部引人入勝的作品。這是一部罕見的作品，不是描述成為偶像之後的故事，而是描繪了成為偶像之前的樣子，身為偶像的作者試圖回答「偶像究竟是什麼」的問題。一位偶像寫有關偶像的小說可能帶來危險，因為故事的主人公可能被投射到作者身上，這可能損害作者自己的形象。文學評論家杉江松戀認為，承擔這樣的風險是值得讚賞的。小說家羽田圭介也對此大為讚揚。齋藤飛鳥、西野七瀬和長濱禰留都撰寫了閱讀感想。

### 發行冊數
2018年11月28日，首刷版發售2萬冊。10天後銷售達到8.4萬冊，不到兩個月銷量達到17萬冊，於2019年2月突破20萬冊。為了紀念這一里程碑，從2019年3月1日開始，限時開放了「高山一實紀念館」。截至2022年，累計發售量已突破25萬冊。
根據出版製作人龜谷敏朗的說法，處於出版不景氣的情況下，文學領域中作家的個人特色會影響銷售，像村上春樹和東野圭吾這樣具有個人特色的偶像作家的創作也對銷售產生了影響。尤其是獲得了年輕讀者的廣泛支持。

## 劇場動畫
於2024年5月10日在日本上映。由CloverWorks制作此电影，此公司曾《SPY×FAMILY間諜家家酒》系列和《孤獨搖滾！》等作品。

### 製作人員
- 原作：高山一實
- 導演：篠原正寬
- 劇本：柿原優子
- 人物設定：
- 音樂：橫山克
- 製作：CloverWorks
- 發行：Aniplex[36]

### 主題曲
主唱：星街彗星，作詞、作曲：sakuma.
片尾曲方位自身
主唱：東由宇（結川麻希）、大河久留美（羊宮妃那）、華鳥蘭子（上田麗奈）、龜井美嘉（相川遙花），作詞：高山一實，作曲、編曲：橫山克

## 腳註

### 來源
1. 1 2  . MOVIE WALKER PRESS.   [2024-05-11]. （原始内容存档于2024-05-12）.
2. ↑  . ダ・ヴィンチニュース. KADOKAWA. 2020-04-24  [2023-12-13]. （原始内容存档于2021-07-26） （日语）.
3. ↑  . ORICON NEWS (oricon ME). 2018-12-28  [2023-12-13]. （原始内容存档于2023-12-14） （日语）.
4. ↑   (新闻稿). PR TIMES. 2018-11-03  [2023-12-13]. （原始内容存档于2021-05-15） （日语）.
5. 1 2  . ナタリー (ナターシャ). 2018-11-03  [2023-12-13]. （原始内容存档于2018-12-06） （日语）.
6. 1 2  . ナタリー (ナターシャ). 2020-04-22  [2023-12-13]. （原始内容存档于2021-07-26） （日语）.
7. 1 2  . ダ・ヴィンチニュース. KADOKAWA. 2019-02-06  [2021-02-08]. （原始内容存档于2019-02-07） （日语）.
8. ↑  KT. . RBB TODAY (イード). 2020-07-06  [2023-12-13]. （原始内容存档于2022-11-26） （日语）.
9. ↑  . ナタリー (ナターシャ). 2020-07-05  [2023-12-13]. （原始内容存档于2023-12-02） （日语）.
10. 1 2 3  円堂都司昭. . Real Sound. blueprint. 2019-02-01  [2023-12-13]. （原始内容存档于2021-10-24） （日语）.
11. 1 2 3  . 映画ナタリー (ナターシャ). 2023-12-12  [2023-12-13]. （原始内容存档于2023-12-14） （日语）.
12. 1 2  ほんのひきだし編集部. . ほんのひきだし. 日本出版販売. 2018-12-21  [2023-12-13]. （原始内容存档于2022-12-06） （日语）.
13. 1 2 3  西野七瀬. . KADOKAWA. 2018-12-21  [2023-12-13]. （原始内容存档于2022-12-04） （日语）.
14. 1 2  徳重辰典. . BuzzFeed News (BuzzFeed). 2019-02-08  [2023-12-13]. （原始内容存档于2021-07-22） （日语）.
15. ↑  高山一実. . 産経ニュース.  與長橋和之的访谈. 2022-01-03  [2023-12-13]. （原始内容存档于2023-10-13） （日语）.
16. ↑  高山一実. . モデルプレス.  與modelpress編集部的访谈. 2019-02-26  [2023-12-13]. （原始内容存档于2023-05-30） （日语）.
17. 1 2  高山一実; 小柳暁子. . AERA dot.  與小柳暁子的访谈. 2019-05-08  [2023-12-13]. （原始内容存档于2023-12-14） （日语）.
18. ↑  高山一実. . 好書好日.  與宮田裕介的访谈. 2019-02-27  [2023-12-13]. （原始内容存档于2023-06-01） （日语）.
19. 1 2  高山一実; 小柳暁子. . AERA dot.  與小柳暁子的访谈. 2019-05-08  [2023-12-13]. （原始内容存档于2023-12-14） （日语）.
20. 1 2 3  高山一実. . ananニュース.  與anan編集部的访谈. 2020-11-09  [2023-12-13]. （原始内容存档于2022-07-06） （日语）.
21. ↑  . エンタMEGA (ユニベルシテ). 2019-12-19  [2023-12-13]. （原始内容存档于2023-06-21） （日语）.
22. ↑  . MANTANWEB (MANTAN). 2019-03-01  [2023-12-13]. （原始内容存档于2023-02-06） （日语）.
23. 1 2  . エンタMEGA (ユニベルシテ). 2019-03-01  [2023-12-13]. （原始内容存档于2022-10-04） （日语）.
24. ↑  . 尖端出版.   [2023-12-13]. （原始内容存档于2023-12-14）.
25. ↑  . 廣州天聞角川.   [2023-12-13]. （原始内容存档于2023-12-14）.
26. ↑  . Real Sound (blueprint). 2019-06-19  [2023-12-13]. （原始内容存档于2021-05-16） （日语）.
27. ↑  七奈. . 高校生新聞オンライン (スクールパートナーズ). 2020-07-16  [2023-12-13]. （原始内容存档于2023-04-01） （日语）.
28. 1 2  . 日刊ゲンダイDIGITAL (日刊ゲンダイ). 2018-12-15  [2023-12-13]. （原始内容存档于2019-05-03） （日语）.
29. ↑  . リアルライブ (リアルライブ). 2020-04-25  [2023-12-13]. （原始内容存档于2022-01-28） （日语）.
30. ↑  齋藤飛鳥. . ダ・ヴィンチニュース. KADOKAWA. 2018-12-21  [2023-12-13]. （原始内容存档于2022-07-03） （日语）.
31. ↑  あいざわなみ. . KAI-YOU.net (カイユウ). 2019-02-21  [2023-12-13]. （原始内容存档于2023-12-14） （日语）.
32. ↑  月刊エンタメ編集部. . ENTAME next (徳間書店). 2019-06-19  [2023-12-13]. （原始内容存档于2021-09-17） （日语）.
33. ↑  . asageiMUSE (徳間書店). 2022-06-28  [2023-12-13]. （原始内容存档于2023-06-07） （日语）.
34. ↑  ジョージ山田. . Business Journal (サイゾー). 2019-04-13  [2023-12-13]. （原始内容存档于2023-05-14） （日语）.
35. ↑  modelpress編集部. . モデルプレス (ネットネイティブ). 2019-05-31  [2023-12-13]. （原始内容存档于2019-06-17） （日语）.
36. ↑  . アニプレックス.   [2023-12-13]. （原始内容存档于2023-12-14） （日语）.
37. ↑  . 映画『トラペジウム』公式サイト. アニプレックス. 2024-02-09  [2024-02-09] （日语）.
38. ↑  . 映画『トラペジウム』公式サイト.   [2024-05-18]. （原始内容存档于2024-07-03） （日语）.

## 外部連結
- 劇場版「成為星星的少女」官方網站（日語）
- 劇場版「成為星星的少女」官方的X（前Twitter）（日語）
- 成為星星的少女（動畫）在動畫新聞網百科全書中的資料（英文）
- 互联网电影数据库（IMDb）上《成為星星的少女》的资料（英文）